# Joost moet kiezen
Joost moet kiezen is het 6de stripverhaal van En daarmee Basta! De reeks wordt getekend door striptekenaarsduo Wim Swerts & Vanas. Tom Bouden neemt de scenario's voor zijn rekening. De strips worden uitgegeven door de Standaard Uitgeverij. Het stripalbum verscheen in december 2007.

## Personages
In dit verhaal spelen de volgende personages mee:
- Joost, Stijn, Ruben, Bert, Patsy, Isa, Laura, Caroline, Doctor Lugosi, Liselot

## Verhaal
Tijdens de zomervakantie, wanneer Kathy naar Canada op hockeystage vertrekt, verveelt iedereen zich. Joost wordt voortduren gepest door Ruben en is dat beu. Hij gaat samen met de sympathieke buurjongen Stijn de stad in. Daar bezoeken ze het Mysteriemuseum en komen zo op het idee om zich bezig te houden met een wetenschappelijk project. Maar dan loopt er iets mis tijdens hun project loopt en Joost komt terecht in een alternatieve wereld.

## Trivia
- Vanaf dit album verblijft Kathy in Canada waar ze op hockeystage is.
- Doctor Lugosi kwam eerder al voor in album 2.